# 木村光之助 (3代)
3代 木村 光之助（さんだい きむら みつのすけ、1975年（昭和50年）12月30日 - ）は、大相撲の十両格行司である。本名は川原 誠（かわはら まこと）。二子山部屋→花籠部屋→峰崎部屋→高田川部屋所属。血液型はA型。

## 人物
長崎県雲仙市吾妻町出身。1991年11月場所で二子山部屋から木村誠二の名で初土俵を踏む。1992年10月に二子山部屋付きの15代花籠（元関脇・太寿山）が独立するのに同行して花籠部屋に移籍した。2009年1月場所十枚目格昇進、3代木村光之助に改名。2012年5月24日、花籠部屋閉鎖により峰崎部屋に移籍。2021年4月1日、峰崎部屋閉鎖により高田川部屋に移籍した。

## 履歴
- 1991年11月場所 - 初土俵：木村誠二。
- 1992年1月場所 - 序ノ口格として番付に初掲載。
- 1994年1月場所 - 序二段格昇進。
- 1998年1月場所 - 三段目格昇進。
- 2004年1月場所 - 幕下格昇進。
- 2009年1月場所 - 十枚目格昇進。3代木村光之助に改名。